# Медаль «Прогресс»
Медаль «Прогресс» (азерб. «Tərəqqi» medalı) — государственная награда Азербайджанской Республики.

## История
Медаль была учреждена указом президента Азербайджанской Республики Гейдара Алиева от 6 декабря 1993 года № 758. По положению медалью могут награждаться граждане Азербайджана, иностранные граждане, а также лица без гражданства.
Законом от 30 сентября 2013 года за № 727-IVQD в положение о медали были внесены изменения, в частности была изменена лента медали, и её дизайн.

## Положение
Медаль вручаться за следующие достижения:
- успехи в сфере промышленности и сельского хозяйства;
- открытия и рационализаторские предложения большого значения;
- заслуги в области науки, культуры, литературы, искусства, народного образования и здравоохранения;
- видные заслуги в сооружении, реконструкции народнохозяйственных объектов;
- плодотворную деятельность по развитию физической культуры и спорта.

Медаль также присуждалась за отдельные заслуги. Например, указом Президента Азербайджанской Республики Ильхама Алиева от 4 июля 2011 года присуждён ряду лиц за заслуги в области развития азербайджанской диаспоры.
Медаль «Прогресс» носится на левой стороне груди и при наличии других медалей Азербайджанской Республики располагается после медали «За отвагу».

## Описание медали

### До 2009 года

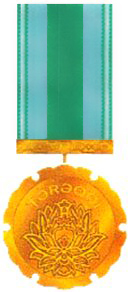
Образца до 2009 года

Медаль изготовлена из латуни, в виде выпуклого орнамента овально-остроконечной формы, общим размером по вертикали — 51 мм, по горизонтали — 48 мм.
В центре орнамента — круг диаметром 31 мм, обрамленный узорчатой полоской шириною 2,5 мм. Внизу полоски изображена ленточка с изогнутыми концами, на которой рельефная надпись «Tərəqqi» («Прогресс»). В круге на фоне лучезарного солнца изображен разветвленный в виде дерева бутон, в верхней части — восьмиконечная звездочка.
На оборотной стороне медали в верхней части изображены полумесяц с восьмиконечной звездой. В нижней части имеется натянутый шестиугольник, предусмотренный для надписи даты награждения.
Медаль окаймлена выпуклым бортиком.
Все надписи и изображения выпуклые.
Медаль при помощи ушка и кольца крепится к четырёхугольной колодочке. Колодочка состоит из двух орнаментальных частей, соединенных муаровой лентой коричневого цвета. Левый верхний и правый нижний углы ленты оливкового цвета, просечены золотистыми полосками шириной 1 мм. Общая ширина ленты — 19 мм. Размер колодочки — 46 мм х 22 мм.
 Для повседневного ношения предусмотрена планка медали, обтянутая муаровой лентой установленных цветов.

### с 2009 года
Медаль изготовлена из латуни, в виде выпуклого орнамента овальной формы, общим размером по вертикали — 51 мм, по горизонтали — 48 мм.
В центре орнамента — круг диаметром 36 мм, обрамленный узорчатой полоской шириною 2,5 мм. Пространство между краем медали и кругом заполнено эмалью зелёного цвета.  В круге на фоне лучезарного солнца изображен разветвленный в виде дерева бутон, над которым рельефная надпись «Tərəqqi» («Прогресс»).
На оборотной стороне медали в верхней части изображены полумесяц с восьмиконечной звездой. В нижней части имеется натянутый шестиугольник, предусмотренный для надписи даты награждения.
Медаль окаймлена выпуклым бортиком.
Все надписи и изображения выпуклые.
Медаль при помощи ушка и кольца крепится к четырёхугольной колодочке. Колодочка состоит из двух орнаментальных частей, соединенных муаровой лентой зелёного цвета с тремя полосками синего цвета шириной 1, 2 и 1 мм. по краям.
 Для повседневного ношения предусмотрена планка медали, обтянутая муаровой лентой установленных цветов.

## Некоторые награждённые
- Лейла Алиева — главный редактор журнала «Баку», Руководитель российского отделения Фонда Гейдара Алиева
- Анна Скидан — азербайджанская легкоатлетка, специализирующаяся в метании молота и толкании ядра
- Илькин Мамедов - заведующий отделом международных отношений Национального Собрания Азербайджана[3][4]
- Анар Багиров - адвокат, общественный деятель, председатель Президиума Коллегии Адвокатов Азербайджанской Республики
- Исрафил Ашурлы — известный азербайджанский альпинист, президент федерации альпинизма Азербайджана
- Фазиль Гасанов — руководитель Культурного Центра Азербайджанцев
- Раид Алекберли — технический директор компании Дельта Телеком
- Тале Гейдаров — Председатель Европейско-азербайджанского общества
- Намик Мамедов — профессор Российской Академии Наук
- Эрих Файгль — австрийский писатель, журналист, режиссёр-документалист и кинопродюсер
- Алисафтар Гусейнов - журналист-искусствовед, доктор философии по искусствоведению
- Искандер Ягуб оглы Ширали — руководитель треста комплексных буровых работ Государственной нефтяной компании Азербайджанской Республики
- Ахмед Исаев — цахурский писатель, журналист, член союза журналистов Азербайджана, почетный доктор сельскохозяйственных наук
- Ширзад Абдуллаев — исполнительный директор Национального фонда поддержки предпринимательства при Министерстве экономики и промышленности Азербайджанской Республики
- Паша Керимов — азербайджанский учёный, заместитель директора Института рукописей НАНА
- Хошгедем Бахшалиева — телеведущая и журналистка
- Нубар Мухтарова — доктор педагогических наук, профессор Бакинского Государственного Университета
- Гараджаев, Джейхун Ясин оглы — судья Конституционного суда Азербайджанской Республики
- Камран Рауф оглы Шафиев — судья Конституционного суда Азербайджанской Республики
- Дадашева Наталья Константиновна[5]
- Гусейнова Севда Али гызы[5]
- Мамедов Нусрат Джафар оглу[5]
- Мамедова Алия Тариель гызы[5]
- Захида Азад Васиф оглу[5]
- Наджафли Анар Ашраф оглу[6]
- Мамедов Мамедали Назим оглу[6]
- Мусаев Ранар Рафаэль оглу[6]
- Мамедов, Джейхун Магомед оглы — самбист, неоднократный чемпион мира и Европы, заслуженный мастер спорта СССР
- Меджидова Элеонора Таир гызы — педагог Азербайджанского Технического университета
- Рзаева Тамилла Юнус гызы — начальник сметного отдела института БакМетроПроект
- Эльман Эльдар оглы Талыбов
- Ахмедова Тамилла Тофиковна — Руководитель отдела гуманитарной политики российского отделения Фонда Гейдара Алиева
- Раиса Ауслендер — учитель биологии СОШ №11 г. Астрахани им. Гейдара Алиева
- Лариса Богдюк — учитель информатики СОШ №11 г. Астрахани им. Гейдара Алиева
- Елена Махмутова — учитель физкультуры СОШ №11 г. Астрахани им. Гейдара Алиева
- Анна Мелюченкова — учитель начальных классов СОШ №11 г. Астрахани им. Гейдара Алиева
- Талыбов, Гусейн Гейдар оглы — председатель Верховного суда Азербайджана (1986—1992)
- Нариман Гусейнов - судья верховного суда
- Ахундов, Фуад Гусейн оглы